# Marc Zwiebler
Marc Zwiebler (* 13. März 1984 in Bonn-Bad Godesberg) ist ein deutscher Unternehmer, Sportfunktionär und ehemaliger Badmintonspieler.

## Privates
Zwiebler ist der Sohn der früheren Badmintonspieler Eva-Maria und Karl-Heinz Zwiebler. Er wuchs in Bonn-Beuel auf und lebt seit 2004 in Saarbrücken, um am dortigen Olympiastützpunkt zu trainieren. Er studierte ab 2008 Betriebswirtschaftslehre, zuerst an der HTW des Saarlandes in Saarbrücken, später im Fernstudium an der IUBH in Bad Honnef. Nach Ende des Studiums war er Mitbegründer einer Firma für Unternehmensberatung im Personalmanagement.

## Überblick
Im Herreneinzel war Zwiebler zeitweise die deutsche Nummer 1 und Nummer 10 der Weltrangliste. In seiner bisherigen Karriere konnte er jeweils einmal die Europameisterschaft individual und mit der gemischten Nationalmannschaft gewinnen. Hinzu kommen neun deutsche Meisterschaften (Rekord), ein Grand-Prix-Titel, 14 Titel der europäischen Wettkampfserie Badminton Europe Circuit und ein internationaler Titel. 2011 erreichte er das Halbfinale bei den All England. Bei den Europameisterschaften 2012 in Karlskrona gewann er Gold mit 21:15, 21:13 über Lokalmatador Henri Hurskainen. Zwei Jahre zuvor erreichte er neben dem Briten Rajiv Ouseph Bronze bei den Europameisterschaften 2010. 2013 wurde er Mannschafts-Europameister. Mit dem Achtelfinaleinzug bei den Olympischen Spielen 2008 in Peking und der Finalteilnahme bei den Denmark Open 2009, einem Turnier der höchstrangigen Wettkampfserie BWF World Superseries, wurde Zwiebler zu Deutschlands erfolgreichstem Badmintonspieler aller Zeiten.

## Karriere und Titel im Einzelnen
Zwiebler entstammt einer Badmintonfamilie: Seine Eltern Eva-Maria und Karl-Heinz Zwiebler wurden mehrmalige Deutsche Meister im Einzel und Doppel. Die Erwin-Kranz-Halle, Heimstätte des Bundesligisten 1. BC Beuel, ist nach seinem Großvater mütterlicherseits benannt. Im Alter von sechs Jahren begann er beim 1. BC Beuel Badminton zu spielen. Schon bald galt er als das größte deutsche Talent: Er wurde 19 Mal Deutscher Jugend- und Junioren-Meister, 2003 wurde er Jugend-Europameister und gewann seinen ersten internationalen Titel bei den Senioren. In seinen jungen Jahren war Zwiebler neben dem Badmintonsport zudem ein sehr talentierter Fußballer. Er spielte beim SV Beuel 06 und wurde als Zehnjähriger vom 1. FC Köln umworben. Doch er entschied sich voll und ganz für den Badmintonsport.
Im Frühjahr 2005 wurde Zwiebler erstmals Deutscher Meister im Herreneinzel, dabei schlug er im Finale den seit 2000 jährlich triumphierenden Björn Joppien aus Langenfeld in drei Sätzen. Wenige Monate später plagten ihn Schmerzen im Rücken, er dachte an einen gewöhnlichen Muskelkater, bis sich die Schmerzen drastisch verschlimmert hatten und er kurz vor Weihnachten 2005 nicht mehr spielen konnte. Die Diagnose lautete Bandscheibenvorfall. Seine Karriere war gefährdet und somit rückte sein Traum von der Teilnahme an den Olympischen Spielen 2008 in Peking in weite Ferne. Nach einer Operation Ende 2006 und sechs Monaten Reha- und Aufbautraining mit insgesamt anderthalbjähriger Abstinenz startete er die Aufholjagd nach der Olympiaqualifikation. Nach der Zwangspause war er in der Weltrangliste gar nicht mehr aufgeführt, doch innerhalb von acht Monaten kämpfte er sich unter anderem mit sechs BE-Circuit-Titeln auf Platz 27 der Weltrangliste und ermöglichte sich damit die Teilnahme an den Olympischen Spielen. Dafür wurde er Anfang 2008 vom WDR zum „Comebacker des Jahres“ ernannt.
Bei den Olympischen Spielen 2008 in Peking schlug Zwiebler in der ersten Runde Scott Evans aus Irland und in der zweiten Runde Andrew Smith aus England jeweils in drei Sätzen. Als erster deutscher Spieler überhaupt zog er dort ins Achtelfinale ein, verlor dann aber gegen Lee Hyun-il aus Südkorea in zwei Sätzen.
Bei den Denmark Open 2009 bezwang Zwiebler, der selbst ungesetzt war, den an Position vier gesetzten Wong Choong Hann aus Malaysia in der ersten Runde in drei Sätzen. Es folgte ein Sieg über dessen ungesetzten Landsmann Muhammad Hafiz Hashim in drei Sätzen, bevor er im Achtelfinale gegen den an Position acht gesetzten Chen Long aus China deutlich in zwei Sätzen gewann. Im Halbfinale siegte er schließlich über den diesjährigen WM-Dritten und Vizeweltmeister von 2007 Sony Dwi Kuncoro aus Indonesien in drei Sätzen. Im Finale war dessen Landsmann Simon Santoso dann allerdings zu stark für Zwiebler und er verlor in zwei Sätzen.
Bei den prestigeträchtigen All England 2011 schlug Zwiebler im Achtelfinale den amtierenden Weltmeister Chen Jin aus China in zwei Sätzen, scheiterte aber im Halbfinale am Olympiasieger von Peking 2008 Lin Dan aus China in drei Sätzen.
Im Juli 2011 gewann Zwiebler die Canada Open und damit seinen ersten Grand-Prix-Titel, dabei schlug er im Finale den Olympiasieger von Athen 2004 und Weltmeister von 2005 Taufik Hidayat aus Indonesien in zwei Sätzen, den er bereits zehn Tage zuvor im Viertelfinale der US Open schlagen konnte.
2012 gewann er mit der deutschen Herrennationalmannschaft die Silbermedaille bei der Mannschafts-Europameisterschaft. Im selben Jahr feierte er seinen bis dahin größten Erfolg, als er bei den Individual-Europameisterschaften im schwedischen Karlskrona ohne Satzverlust die Goldmedaille gewann.
Bei den Olympischen Spielen 2012 in London schlug Zwiebler in der Gruppenphase jeweils den zu dieser Zeit an Weltranglistenposition 209 geführten Mohamed Ajfan Rasheed von den Malediven und den ukrainischen Meister Dmytro Zavadsky. Mit der Niederlage gegen den Chinesen Chen Jin schied er wie vor vier Jahren in Peking im Achtelfinale aus.
Im russischen Ramenskoje gewann Zwiebler zusammen mit der gemischten Nationalmannschaft mit einem Finalsieg über Dänemark mit 3:0 die Mannschafts-Europameisterschaft 2013. Nachdem im Jahre 2012 die deutsche Damennationalmannschaft erstmals Gold holte, wurde in der über 40-jährigen Geschichte des Turniers erstmals eine deutsche gemischte Auswahl Mannschafts-Europameister.
Im Juni 2013 verbuchte Zwiebler durch den Finaleinzug bei den Indonesia Open 9.350 Punkte und damit die meisten Weltranglistenpunkte seiner Karriere für sich. Zum Vergleich der Gewinn der Olympischen Spiele oder der Gewinn der Individual-Weltmeisterschaft bringt 12.000 Punkte für die Weltrangliste. Sein gewonnenes Preisgeld betrug 26.600 US-Dollar.
Zwiebler wurde in den Jahren 2008 bis 2013 in der vom Deutschen Badminton-Verband und dem Fachmagazin „Badminton Sport“ ausgeschriebenen Wahl zum „Spieler des Jahres“ gekürt.
Für seine sportlichen Leistungen erhielt er am 3. November 2017 das Silberne Lorbeerblatt. Er ist Präsidiumsmitglied von Athleten Deutschland. Zudem ist er Aufsichtsrat der Stiftung Deutsche Sporthilfe.

## Erfolge

### Herreneinzel

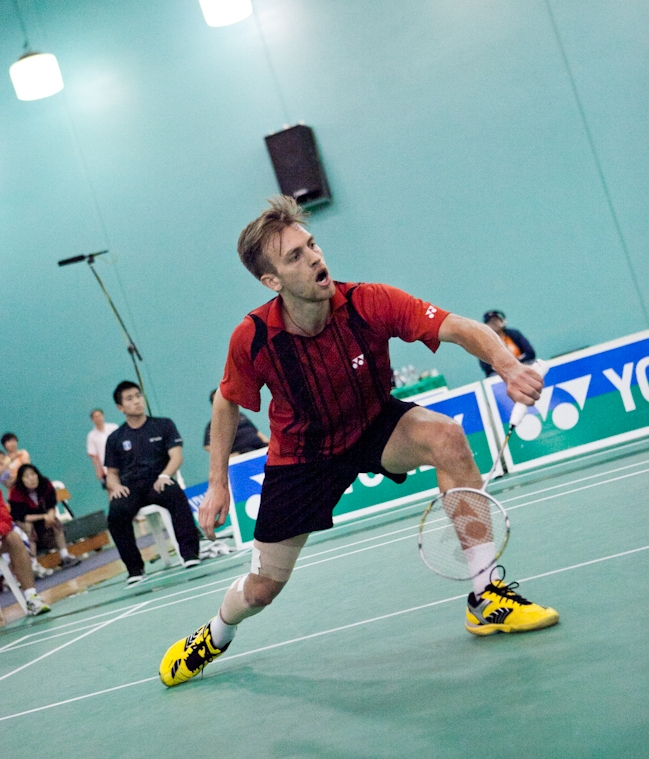
Zwiebler 2011 bei den US Open in Orange, Kalifornien

| Resultat                       | Jahr     | Ort / Turnier                   | Gegner                   | Ergebnis                |
| ------------------------------ | -------- | ------------------------------- | ------------------------ | ----------------------- |
| Olympische Spiele              |          |                                 |                          |                         |
| 9./16.                         | 2008     | Peking                          | Lee Hyun-il              | 13:21, 11:21            |
| 9./16.                         | 2012     | London                          | Chen Jin                 | 21:19, 12:21, 9:21      |
|                                | 2016     | Rio de Janeiro                  |                          |                         |
| IBF/BWF-Weltmeisterschaften    |          |                                 |                          |                         |
| 9./16.                         | 2010     | Paris                           | Peter Høeg Gade          | 14:21, 15:21            |
| 9./16.                         | 2013     | Guangzhou                       | Tommy Sugiarto           | 19:21, 14:21            |
| 17./32.                        | 2009     | Hyderabad                       | Ken’ichi Tago            | 15:21, 10:21            |
| 17./32.                        | 2011     | London                          | Pablo Abián              | 17:21, 21:7, 22:24      |
| 17./32.                        | 2014     | Kopenhagen                      | Chen Long                | 11:21, 10:21            |
| 17./32.                        | 2015     | Jakarta                         | Lee Chong Wei            | 14:21, 21:17, 8:21      |
| 33./64.                        | 2005     | Anaheim                         | Tiến Minh Nguyễn         | 13:15, 16:17            |
| EBU/BE-Europameisterschaften   |          |                                 |                          |                         |
| Gold                           | 2012     | Karlskrona                      | Henri Hurskainen         | 21:15, 21:13            |
| Bronze                         | 2010     | Manchester                      | Peter Høeg Gade          | 21:18, 12:21, 17:21     |
| Bronze                         | 2016     | La Roche-sur-Yon                | Viktor Axelsen           | 10:21, 21:23            |
| 17./32.                        | 2008     | Herning                         | Dieter Domke             | 15:21, 13:21            |
| 17./32.                        | 2014     | Kasan                           | Vladimir Ivanov          | 14:21, 22:24            |
| 33./64.                        | 2004     | Genf                            | Eric Pang                | 12:15, 3:15             |
| Deutsche Meisterschaften (DBV) |          |                                 |                          |                         |
| Gold                           | 2005     | Bielefeld                       | Björn Joppien            | 15:6, 10:15, 15:13      |
| Gold                           | 2008     | Bielefeld                       | Björn Joppien            | 21:19, 21:14            |
| Gold                           | 2009     | Bielefeld                       | Björn Joppien            | 22:20, 22:20            |
| Gold                           | 2010     | Bielefeld                       | Dieter Domke             | 21:11, 21:13            |
| Gold                           | 2011     | Bielefeld                       | Lukas Schmidt            | 21:18, 21:12            |
| Gold                           | 2012     | Bielefeld                       | Dieter Domke             | 21:12, 21:23, 21:15     |
| Gold                           | 2013     | Bielefeld                       | Lukas Schmidt            | 21:14, 21:10            |
| Gold                           | 2015     | Bielefeld                       | Fabian Roth              | 21:13, 23:21            |
| Gold                           | 2016     | Bielefeld                       | Dieter Domke             | 21:18, 21:16            |
| Bronze                         | 2003     | Bielefeld                       |                          |                         |
| Internationale Turniere        |          |                                 |                          |                         |
| 1.                             | 2003     | French Open                     | Joachim Fischer Nielsen  | 15:3, 8:15, 15:12       |
| 3./4.                          | 2004     | Dutch Open                      | Kenneth Jonassen         | 9:15, 7:15              |
| 2.                             | 2004     | Norwegian International         | Björn Joppien            | 4:15, 5:15              |
| 3./4.                          | 2004     | Iceland International           | Bobby Milroy             | 13:15, 15:2, 11:15      |
| 3./4.                          | 2004     | Le Volant d’Or de Toulouse      | Kasper Ødum              | 15:11, 2:15, 13:15      |
| 2.                             | 2004     | Scottish International          | Arvind Bhat              | 8:15, 7:15              |
| 3./4.                          | 2005     | Portuguese International        | Arif Rasidi              | 12:15, 0:15             |
| 3./4.                          | 2005     | Bitburger Open                  | Kasper Ødum              | 15:13, 3:15, 4:15       |
| 1.                             | 2007     | Belgian International           | Wu Yunyong               | 21:16, 14:21, 21:19     |
| 3./4.                          | 2007     | Badminton Open Saarbrücken      | Tsuen Seng Lee           | 10:21, 23:21, 15:21     |
| 1.                             | 2007     | Norwegian International         | Kasper Ødum              | 21:15, 11:21, 23:21     |
| 1.                             | 2007     | Welsh International             | Irwansyah                | 21:16, 21:13            |
| 2.                             | 2007     | Irish International             | Peter Mikkelsen          | 19:21, 18:21            |
| 1.                             | 2007     | Hellas International            | Raju Rai                 | 21:14, 21:16            |
| 1.                             | 2008     | Swedish International Stockholm | Jan Ø. Jørgensen         | 21:13, 23:21            |
| 1.                             | 2008     | Polish International            | Ville Lång               | 21:15, 21:13            |
| 1.                             | 2008     | Badminton Europe Circuit Finals | Ville Lång               | 21:14, 19:21, 21:19     |
| 2.                             | 2009     | Finnish International           | Peter Mikkelsen          | 14:21, 21:16, 20:22     |
| 1.                             | 2009     | Belgian International           | Christian Lind Thomsen   | 21:13, 16:21, 21:15     |
| 2.                             | 2009     | Denmark Open                    | Simon Santoso            | 14:21, 6:21             |
| 2.                             | 2009     | Norwegian International         | Hans-Kristian Vittinghus | 21:15, 18:21, 19:21     |
| 1.                             | 2009     | Scottish Open                   | Peter Mikkelsen          | 21:15, 15:21, 21:16     |
| 1.                             | 2010     | Belgian International           | Eric Pang                | 21:15, 21:17            |
| 3./4.                          | 2011     | All England                     | Lin Dan                  | 9:21, 21:16, 11:21      |
| 3./4.                          | 2011     | Morocco International           | Joachim Persson          | 12:21, 15:21            |
| 3./4.                          | 2011     | US Open                         | Tiến Minh Nguyễn         | 22:20, 13:21, 18:21     |
| 1.                             | 2011     | Canada Open                     | Taufik Hidayat           | 21:13, 25:23            |
| 3./4.                          | 2011     | Badminton Open Saarbrücken      | Hans-Kristian Vittinghus | 21:17, 17:21, 16:21     |
| 2.                             | 2012     | Badminton Open Saarbrücken      | Chou Tien-chen           | 19:21, 12:21            |
| 2.                             | 2013     | Indonesia Open                  | Lee Chong Wei            | 15:21, 14:21            |
| 2.                             | 2013     | Badminton Open Saarbrücken      | Chou Tien-Chen           | 21:13, 18:21, 15:21     |
| 3./4.                          | 2014     | German Open                     | Hans-Kristian Vittinghus | 16:21, 13:21            |
| 2.                             | 2014     | Belgian International           | Hans-Kristian Vittinghus | 8:11, 11:10, 9:11, 9:11 |
| 1.                             | 2014     | Czech International             | Joachim Persson          | 21:13, 21:18            |
| 1.                             | 2014     | Bulgarian International         | Scott Evans              | 21:15, 21:8             |
| 3./4.                          | 2014     | China Open                      | Srikanth Kidambi         | 11:21, 7:13 Aufgabe     |
| 3./4.                          | [13]2015 | Indonesia Open                  | Jan Ø. Jørgensen         | 17:21, 5:11 Aufgabe     |
| 3./4.                          | [14]2015 | Canada Open                     | Ng Ka Long Angus         | 17:21, 15:21            |
| 1.                             | [15]2015 | Prague Open                     | Zvonimir Đurkinjak       | 26:24, 21:11            |
| 3./4.                          | [16]2015 | Badminton Open Saarbrücken      | Wong Wing Ki Vincent     | 21:18, 12:21, 11:21     |
| 2.                             | [17]2015 | Italian International           | Brice Leverdez           | 17:21, 21:14, 24:26     |
| 1.                             | [18]2015 | Turkey International            | Harsheel Dani            | 21:8, 15:21, 21:7       |
| 2.                             | 2016     | Swiss Open                      | H. S. Prannoy            | 18:21, 15:21            |

| Legende                                            |
| BWF Super Series Finals                            |
| BWF World Superseries Premier                      |
| BWF World Superseries                              |
| BWF Grand Prix Gold                                |
| BWF Grand Prix (bis 2006 IBF World Grand Prix)     |
| Badminton Europe Circuit Finals                    |
| Badminton Europe Circuit / International Challenge |

#### BWF World SuperseriesPremier
| Saison | 1         | 2         | 3        | 4        | 5          | 6          | 7                   | 8                   | 9        | 10         | 11                  | 12                  | SSF                          | Position |
| ------ | --------- | --------- | -------- | -------- | ---------- | ---------- | ------------------- | ------------------- | -------- | ---------- | ------------------- | ------------------- | ---------------------------- | -------- |
| 2007   | Malaysia  | Korea Sud | England  | Schweiz  | Singapur   | Indonesien | China Volksrepublik | Japan               | Danemark | Frankreich | China Volksrepublik | Hongkong            | Katar                        | 83.      |
| 2007   | –         | –         | –        | –        | –          | –          | –                   | –                   | –        | Q          | –                   | –                   |                              | 83.      |
| 2008   | Malaysia  | Korea Sud | England  | Schweiz  | Singapur   | Indonesien | Japan               | China Volksrepublik | Danemark | Frankreich | China Volksrepublik | Hongkong            | Malaysia                     | 44.      |
| 2008   | –         | –         | –        | Q        | –          | –          | –                   | –                   | 1R       | 1R         | 1R                  | AF                  | –                            | 44.      |
| 2009   | Malaysia  | Korea Sud | England  | Schweiz  | Singapur   | Indonesien | China Volksrepublik | Japan               | Danemark | Frankreich | Hongkong            | China Volksrepublik | Malaysia                     | 30.      |
| 2009   | –         | –         | AF       | 1R       | 1R         | 1R         | –                   | –                   | F        | 1R         | –                   | –                   | –                            | 30.      |
| 2010   | Korea Sud | Malaysia  | England  | Schweiz  | Singapur   | Indonesien | China Volksrepublik | Japan               | Danemark | Frankreich | China Volksrepublik | Hongkong            | Chinesisch Taipeh            | 13.      |
| 2010   | AF        | 1R        | 1R       | 1R       | 1R         | AF         | –                   | –                   | VF       | VF         | 1R                  | 1R                  | –                            | 13.      |
| 2011   | Malaysia  | Korea Sud | England  | Indien   | Singapur   | Indonesien | China Volksrepublik | Japan               | Danemark | Frankreich | Hongkong            | China Volksrepublik | China Volksrepublik          | 13.      |
| 2011   | AF        | AF        | HF       | –        | AF         | 1R         | 1R                  | 1R                  | AF       | 1R         | AF                  | 1R                  | –                            | 13.      |
| 2012   | Korea Sud | Malaysia  | England  | Indien   | Indonesien | Singapur   | China Volksrepublik | Japan               | Danemark | Frankreich | China Volksrepublik | Hongkong            | China Volksrepublik          | 25.      |
| 2012   | VF        | 1R        | AF       | –        | –          | –          | –                   | –                   | AF       | 1R         | 1R                  | VF                  | –                            | 25.      |
| 2013   | Korea Sud | Malaysia  | England  | Indien   | Indonesien | Singapur   | China Volksrepublik | Japan               | Danemark | Frankreich | China Volksrepublik | Hongkong            | Malaysia                     | 14.      |
| 2013   | AF        | 1R        | 1R       | –        | F          | VF         | –                   | AF                  | 1R       | 1R         | 1R                  | AF                  | –                            | 14.      |
| 2014   | Korea Sud | Malaysia  | England  | Indien   | Singapur   | Japan      | Indonesien          | Australien          | Danemark | Frankreich | China Volksrepublik | Hongkong            | Vereinigte Arabische Emirate | 19.      |
| 2014   | AF        | 1R        | 1R       | –        | –          | AF         | 1R                  | AF                  | 1R       | AF         | HF                  | 1R                  | –                            | 19.      |
| 2015   | England   | Indien    | Malaysia | Singapur | Australien | Indonesien | Japan               | Korea Sud           | Danemark | Frankreich | China Volksrepublik | Hongkong            | Vereinigte Arabische Emirate | 23.      |
| 2015   | AF        | 1R        | 1R       | 1R       | 1R         | HF         | 1R                  | 1R                  | –        | –          | 1R                  | AF                  | –                            | 23.      |
| 2016   | England   | Indien    | Malaysia | Singapur | Indonesien | Australien | Japan               | Korea Sud           | Danemark | Frankreich | China Volksrepublik | Hongkong            | Vereinigte Arabische Emirate | 6.       |
| 2016   | VF        | VF        | 1R       | AF       | 1R         | -          | HF                  | AF                  | AF       | 1R         | AF                  | 1R                  | VR                           | 6.       |
| 2017   | England   | Indien    | Malaysia | Singapur | Indonesien | Australien | Korea Sud           | Japan               | Danemark | Frankreich | China Volksrepublik | Hongkong            | Vereinigte Arabische Emirate | 38.      |
| 2017   | 1R        | AF        | 1R       | 1R       | 1R         | -          | -                   | -                   | -        | -          | -                   | -                   | -                            | 38.      |

Legende: S = Turniersieg; F = unterlegener Finalist; HF, VF, AF = ausgeschieden im Halb-, Viertel-, Achtelfinale; 1R = ausgeschieden in der 1. Runde; Q = ausgeschieden in der Qualifikation; Q = Vorrunde

### Nationalmannschaft
| Resultat                                             | Jahr | Ort          | Gegner                              | Ergebnis                  |
| ---------------------------------------------------- | ---- | ------------ | ----------------------------------- | ------------------------- |
| Thomas Cup                                           |      |              |                                     |                           |
| 5./8.                                                | 2010 | Kuala Lumpur | Japan (Ken’ichi Tago)               | 1:3 (21:15, 18:21, 18:21) |
| 5./8.                                                | 2012 | Wuhan        | Südkorea (Lee Hyun-il)              | 0:3 (16:21, 21:18, 14:21) |
| 9./12.                                               | 2008 | Jakarta      | Japan (Shoji Sato)                  | 2:3 (21:19, 17:21, 5:21)  |
| 13./16.                                              | 2014 | Neu-Delhi    | Indien (Srikanth Kidambi)           | 2:3 (18:21, 21:18, 18:21) |
| Sudirman Cup                                         |      |              |                                     |                           |
| 5./8.                                                | 2015 | Dongguan     | Volksrepublik China (Lin Dan)       | 0:3 (12:21, 15:21)        |
| 9./12.                                               | 2011 | Qingdao      | Japan (Ken’ichi Tago)               | 1:4 (11:21, 18:21)        |
| 13.                                                  | 2007 | Glasgow      | Niederlande (Eric Pang)             | 3:0 (21:18, 19:21, 21:17) |
| 13.                                                  | 2009 | Guangzhou    | Niederlande (Eric Pang)             | 3:0 (21:19, 19:21, 21:14) |
| Europameisterschaft der gemischten Mannschaften (BE) |      |              |                                     |                           |
| Gold                                                 | 2013 | Ramenskoje   | Dänemark (Hans-Kristian Vittinghus) | 3:0 (21:17, 7:21, 21:8)   |
| Silber                                               | 2011 | Amsterdam    | Dänemark (Jan Ø. Jørgensen)         | 1:3 (18:21, 15:21)        |
| 5.                                                   | 2008 | Herning      | Russland (ohne Einsatz)             | 3:2                       |
| 5./8.                                                | 2009 | Liverpool    | Russland (Vladimir Malkov)          | 2:3 (21:9, 21:13)         |
| Europameisterschaft der Herrenmannschaften (BE)      |      |              |                                     |                           |
| Silber                                               | 2012 | Amsterdam    | Dänemark (Jan Ø. Jørgensen)         | 0:3 (11:21, 14:21)        |
| Bronze                                               | 2008 | Almere       | Polen (Łukasz Moreń)                | 3:1 (21:12, 21:18)        |
| Bronze                                               | 2010 | Warschau     | Ukraine (Dmytro Zavadsky)           | 3:1 (21:16, 27:25)        |
| Bronze                                               | 2014 | Basel        | England (Rajiv Ouseph)              | 1:3 (13:21, 21:17, 16:21) |
| Bronze                                               | 2016 | Kasan        | Dänemark (Jan Ø. Jørgensen)         | 0:3 (17:21, 19:21)        |

## Karriere nach dem Sport
Während der sportlichen Karriere schloss er sein BWL Fernstudium an der International University of Bad Honnef (IUBH). Nach der sportlichen Karriere zog es Marc nach Berlin, wo er zuerst für eine Innovations- und Technologieberatung arbeitete, bevor er als Business Strategy Manager für Europas größten Sport E-Commerce Händler arbeitete. Er ist weiterhin eng mit dem nationalen und internationalen Sport verbunden und sitzt im Aufsichtsrat der deutschen Sporthilfe, im Präsidium von Athleten Deutschland, der Athletenkommission des deutschen olympischen Sportbundes (DOSB) und im Council und Executive Board des Badminton-Weltverbandes (BWF).
Seit Mai 2020 ist er Geschäftsführer des Startups „Kurabu“. Die Berliner Firma hat es sich, zusammen mit der TSG Bergedorf aus Hamburg, zur Aufgabe gemacht, Sportvereine zu digitalisieren.